# Bardcore
Bardcore (van het Keltische woord 'bard' wat 'dichter' of 'verhalenverteller' betekent) of tavernwave is een internetmeme, ontstaan in 2020, bestaande uit middeleeuwse remakes van popliedjes.
The Guardian herleidt de oorsprong van bardcore terug tot 20 april 2020 toen de 27-jarige Duitse YouTuber Cornelius Link "Astronomia (Medieval Style)" publiceerde, alsook een "Tavern Version", beide remakes van Tony Igy's elektronisch dancenummer "Astronomia" uit 2010, de 2014 Vicetone-remix die sinds eind maart 2020 veel aandacht kreeg in de Coffin Dance Meme. Link's middeleeuwse, instrumentale versie van Foster the People's poplied Pumped Up Kicks, een paar weken later gepubliceerd, werd eind mei opgevolgd door een versie met nieuwe, middeleeuwse liedtekst door YouTuber Hildegard von Blingin'. Eind juni hadden beide versies vier miljoen kijkers getrokken. Andere YouTubers, zoals Constantine en Samus Ordicus, deden ook mee in de coronapandemie-gerelateerde trend. Elmira Tanatarova in i-D suggereert dat bardcore "jaren van memes met zich mee draagt over de middeleeuwse periode en de donkere periode van die tijd die Generatie Z's existentiële humor aanspreekt." 